# Jhukar

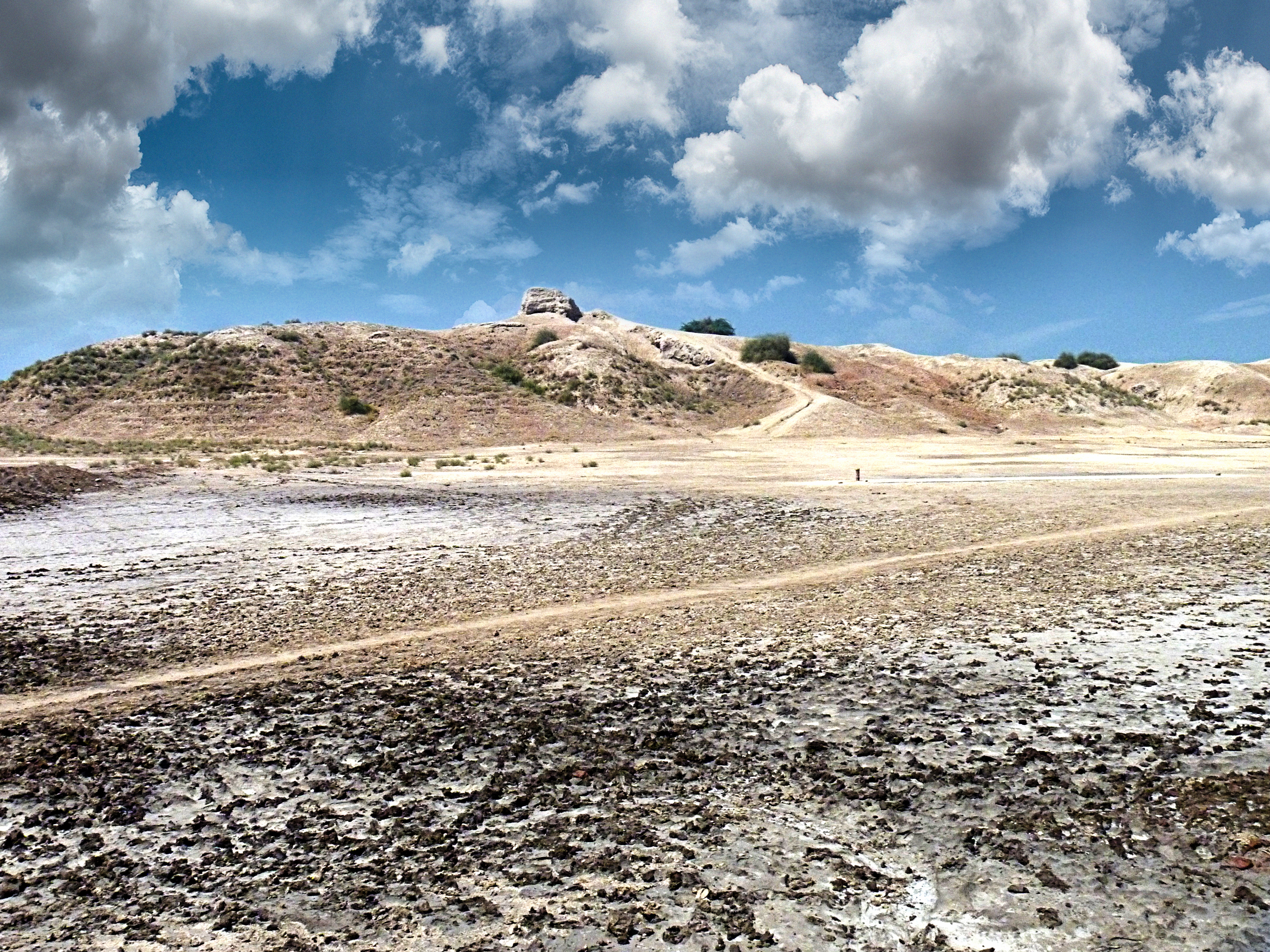
Jedno ze wzgórz w Jhukar

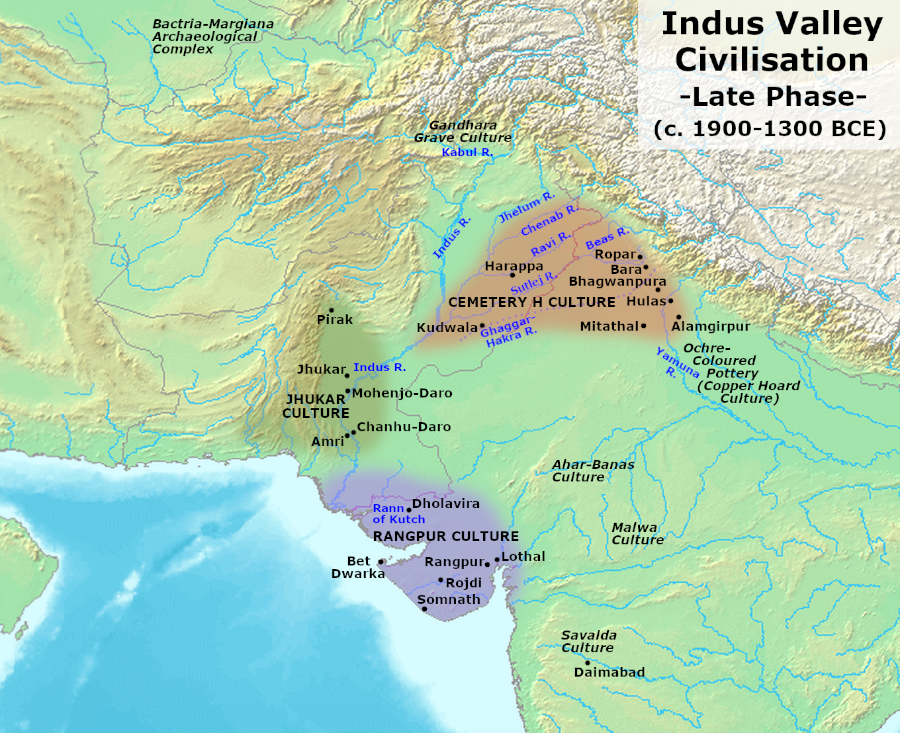
Położenie i zasięg kultury Jhukar

Jhukar, Jhukar-jo-Daro – wzgórze i stanowisko archeologiczne w południowym Pakistanie, w prowincji Sindh, w odległości 10 kilometrów od Larkany i 17 kilometrów od Mohendżo Daro. Starożytna osada protomiejska należąca do cywilizacji doliny Indusu, później do państwa dynastii Guptów.
Jhukar to stanowisko typowe kultury archeologicznej Jhukar, a nazwa kultury pochodzi od nazwy wzgórza. Jest to lokalna odmiana późnej kultury harappańskiej, wyróżniana na podstawie cech szczególnych znalezionej na tym stanowisku ceramiki.
Kultura Jhukar występuje na terenach cywilizacji doliny Indusu w jej późnym okresie (początek II tysiąclecia p.n.e.) i jest równoległa czasowo z innymi regionalnymi kulturami harappańskimi, takimi jak kultura rangpurska oraz kultura cmentarzysk H. Kultura Jhukar została ostatecznie wyparta przez kulturę Jhangar.

## Stanowisko
Stanowisko archeologiczne w Jhukar składa się z dwóch wzgórz, oznaczanych literami A oraz B. Mniejsze ze wzgórz, oznaczone literą A, ma wysokość względną 5 metrów, wymiary 260x90 metrów i zajmuje powierzchnię 2,2 hektara. Większe wzgórze, oznaczone literą B ma względną wysokość 18 metrów, wymiary 230x215 metrów i zajmuje powierzchnię 4,7 hektara. Oba wzgórza dzieli dystans 90 metrów.

## Eksploracja
Miejsce po raz pierwszy odwiedził, zbadał i sfotografował w latach 1918-1919 R.D. Banerji. Pierwsze zakrojone na szeroką skalę wykopaliska prowadził w tym miejscu w roku 1928 N.G. Majumdar. Kolejne, prowadzone przez F.A. Khana miały miejsce w latach 1973-1974. Zarówno na wzgórzu A, jak i B natrafiono w górnych warstwach gleby na stosunkowo młode artefakty archeologiczne, pochodzące z piątego stulecia naszej ery pozostałości osadnictwa z czasów dynastii Guptów. Na znacznie głębiej położone pozostałości protomiasta z epoki harappańskiej natrafiono na wzgórzu A.

### Wzgórze A
Na wzgórzu A natrafiono zarówno na ślady osadnictwa z 5-6 wieku naszej ery, jak i osadnictwa starożytnego, pochodzącego z czasów dojrzałej oraz późnej fazy kultury harappanskiej. Badania archeologiczne prowadzone w trakcie wykopalisk w 1928 roku wskazują na istnienie trzech głównych okresów osadnictwa, licząc od najstarszej:
- wczesny okres przedhistoryczny (dojrzała kultura harappańska) – III warstwa osadów - najstarsza warstwa, położona poniżej poziomu otaczającego wzgórze gleb aluwialnych oraz poniżej obecnego poziomu wód gruntowych. Z tego okresu zachowały się fragmenty ceglanych murów, domów mieszkalnych oraz artefakty archeologiczne, w tym ceramika należąca do lokalnej odmiany kultury harappańskiej - kultury Jhukar[2].

- późny okres przedhistoryczny (późna kultura harappańska) – II warstwa osadów - młodsza z dwóch wyróżnianych warstw harappańskich, w niej również znaleziono fragmenty murów, domów mieszkalnych wykonanych z cegieł oraz artefakty archeologiczne składające się na kulturę Jhukar[2].

- okres dynastii Gupta (5-7 wiek naszej ery) – I warstwa osadów - z tego okresu na wzgórzu A zachowały się fragmenty murów oraz domów mieszkalnych, wzniesionych z cegły suszonej. Do znalezisk zalicza się monety, pieczęcie z inskrypcjamiw piśmie Gupta, fragmenty ceramiki oraz przedmioty żelazne[2].

Badania archeologiczne prowadzone w latach 1973-1974 przedstawiają historię osadnictwa na wzgórzu A bardziej szczegółowo, wyróżniając - od najstarszej - następujące okresy osadnictwa:
- wczesna faza Jhukar - warstwy 20, 19 oraz 18 (najgłębiej położone)
- środkowa faza Jhukar - warstwy 17, 16, 15A oraz 15
- późna faza Jhukar - warstwy 14, 13, 12, 11
- faza historyczna (faza dynastii Guptów) - warstwy 10 - 1 (najpłytsze), niezwiązana kulturowo z poprzednimi fazami Jhukar[3].

### Wzgórze B
Na większym ze wzgórz natrafiono na pozostałości zabudowań z okresu dynastii Guptów, datowane na 5 wiek naszej ery. Odkryto pozostałości kilkupokojowych domów zbudowanych z cegły suszonej. Natrafiono także na kamienną studnię, w której natrafiono na liczne pozostałości ceramiki; niektóre fragmenty przedstawiały wizerunek Buddy. Z okresu państwa Guptów pochodzą również liczne przedmioty wykonane z terakoty, zawierające napisy w piśmie Gupta.
Licznie występuje również ceramika, również szkliwiona, w tym także skomplikowana jak na owe czasy ceramika z czterema rodzajami zdobień – relief (wypukłe wzory), malowanie, szkliwienie i rytowanie. Dekoracje charakteryzują się różnorodnością, najczęściej występują motywy roślinne, a używanymi do malowania barwami są czerwień, czerń, żółć oraz brąz.
Znaleziono również około 300 monet, w znacznej większości mocno skorodowanych, z których niektóre wydają się pochodzić z czasów panowania króla Wasudewy I, władcy państwa Kuszanów, jednak najprawdopodobniej zostały do Jhukar zawleczone w późniejszym czasie. Na stanowisku znaleziono liczne przedmioty wykonane z żelaza.
Brak jakichkolwiek artefaktów z czasów podboju Sindhu przez arabski kalifat Umajjadów (711 rok naszej ery), w tym monet licznie znajdowanych na innych stanowiskach w okolicy (w tym w Mansurze) dowodzi, że miejsce zostało opuszczone najpóźniej pod koniec 7 wieku n.e. i w czasach panowania arabskiego w Sindhu nie było już zamieszkane.

## Ceramika kultury Jhukar
Kulturę Jhukar wyróżnia się na podstawie specyficznych cech ceramiki spotykanych na stanowiskach zaliczanych do tej odmiany kultury harappańskiej.
Według Majumdara, który dzieli kulturę Jhukar na wczesną i późną, ceramika fazy wczesnej wyróżnia się czarnym malowaniem i stosowaniem ciemnoczerwonej, brunatnej angoby. Ceramika fazy późnej wykorzystuje ciemnoczerwone malowanie na jasnoczerwonej i różowej ceramice oraz angobę w kolorze czerwonym i różowym. Motywem zdobniczym w fazie wczesnej jest motyw owalny, zaś w fazie późnej występuje on sporadycznie, a pojawiają się motywy koliste oraz spiralne. Dodatkowo w fazie późnej pojawia się specyficzne rytowanie w postaci rzędów ukośnych nacięć na szczycie naczyń, co jest zdobieniem niezwykle rzadko występującym w Mohendżo Daro i nieznanym w Harappie.
M. Rafique Mughal twierdzi, że ceramika znaleziona w Jhukar jest odmianą późnej formy ceramiki harappańskiej. Na podstawie badań z 1973 roku twierdzi, że można wyróżnić ponad pięćdziesiąt typów i podtypów ceramiki z Jhukar. Jej główną cechą charakterystyczną ma być malowanie kolorem czarnym po czerwonej angobie z dodatkowym wykorzystywaniem w malowaniu czerwieni, brązu oraz bieli. Najbardziej zbliżona formą i wzornictwem ceramika ma występować na stanowiskach w Chanhu Daro okresu II, Amri okresu IIID i Mohendżo Daro okresu późnego. Wskazuje się też na powiązania z ceramiką z Mehrgarhu oraz z występującą w tym samym czasie w Beludżystanie kulturą Kulli. Kultura Jhukar ma rozciągać się od Jhukaru na północy do Amri na południu oraz od gór Koh-e Kirthar na zachodzie do Chanhu Daro na wschodzie. Okrągłe pieczęcie identyfikowane z kulturą Jhukar znaleziono również dalej na północy, w Piraku, oraz w Gilund w Radżastanie.
Spośród znalezionej w Jhukar ceramiki jedynie około 8% z niej ma dokładnie odpowiadać temu, co określa się jako "kulturę Jhukar" na innych jej stanowiskach w Mohendżo Daro, Chanhu Daro, Lohumjo Daro i innych. Mughal oraz George F. Dales skłaniają się ku tezie, że kultura Jhukar przejawia się tylko i wyłącznie w postaci kilku rodzajów ceramiki późnoharappańskiej na kilkunastu stanowiskach. Inni archeolodzy polemizują z taką tezą, w związku z tym wymagane będą dalsze badania.